# Intibucá megye
Intibucá Honduras egyik megyéje. Az 1883-ban létrejött megye ország délnyugati részén terül el. Székhelye La Esperanza.

## Földrajz
Az ország délnyugati részén elterülő megye északon Santa Bárbara, északkeleten Comayagua, délkeleten La Paz megyékkel, délen Salvadorral, nyugaton pedig Lempira megyével határos.

## Népesség
Ahogy egész Hondurasban, a népesség növekedése Intibucá megyében is gyors. A változásokat szemlélteti az alábbi táblázat:
| Év             | Lakosság |
| -------------- | -------- |
| 1988           | 129 469  |
| 2001           | 179 862  |
| 2010 (becsült) | 232 519  |